# Жунько Леонід Михайлович
Леонід Михайлович Жунько (9 червня 1951) — український державний і політичний діяч.

## Біографія
Народився 6 червня 1951 року у с. Красне Поле Марківського району Ворошиловградської області. Закінчив Мелітопольський інститут механізації сільського господарства (1974) за фахом інженер-механік та Українську школу міжнародного бізнесу (1991).
З 1974 — працював інженером у Севастополі, директором підприємства, працював в агрофірмі «Золота балка», Балаклавській районній держадміністрації.
У 1994 — призначений заступником голови Севастопольської міськдержадміністрації.
У червні 1997 — очолив податкову адміністрацію Нахімовського району м. Севастополя
У травні 1998 — голова Державної податкової адміністрації України в місті Севастополі.
У квітні 1999 по 2002 рр. голова Севастопольської міської державної адміністрації.
31 березня 2002 — обраний депутатом Севастопольської ради 24 скликання.
З 2007 — голова Севастопольської міської організації Всеукраїнського об'єднання демократичних сил «Злагода».
З 30.01.2008 — 06.04.2010 — Представник Президента України в Автономній Республіці Крим.